# Museo Judío de Rodas
El Museo Judío de Rodas (en griego, Εβραϊκό Μουσείο της Ρόδου) es un museo de la ciudad de Rodas, en la isla de Rodas, al este de Grecia. Fue fundado en 1997 para conservar la historia y cultura sefardí de la comunidad judía de Rodas, cuya presencia en la isla data de hace 2300 años.

## Ubicación
El museo forma parte de la sinagoga Kahal Shalom, la más antigua de Grecia, y cuenta con seis espacios que antes conformaban la galería de rezo de mujeres.

## Galería

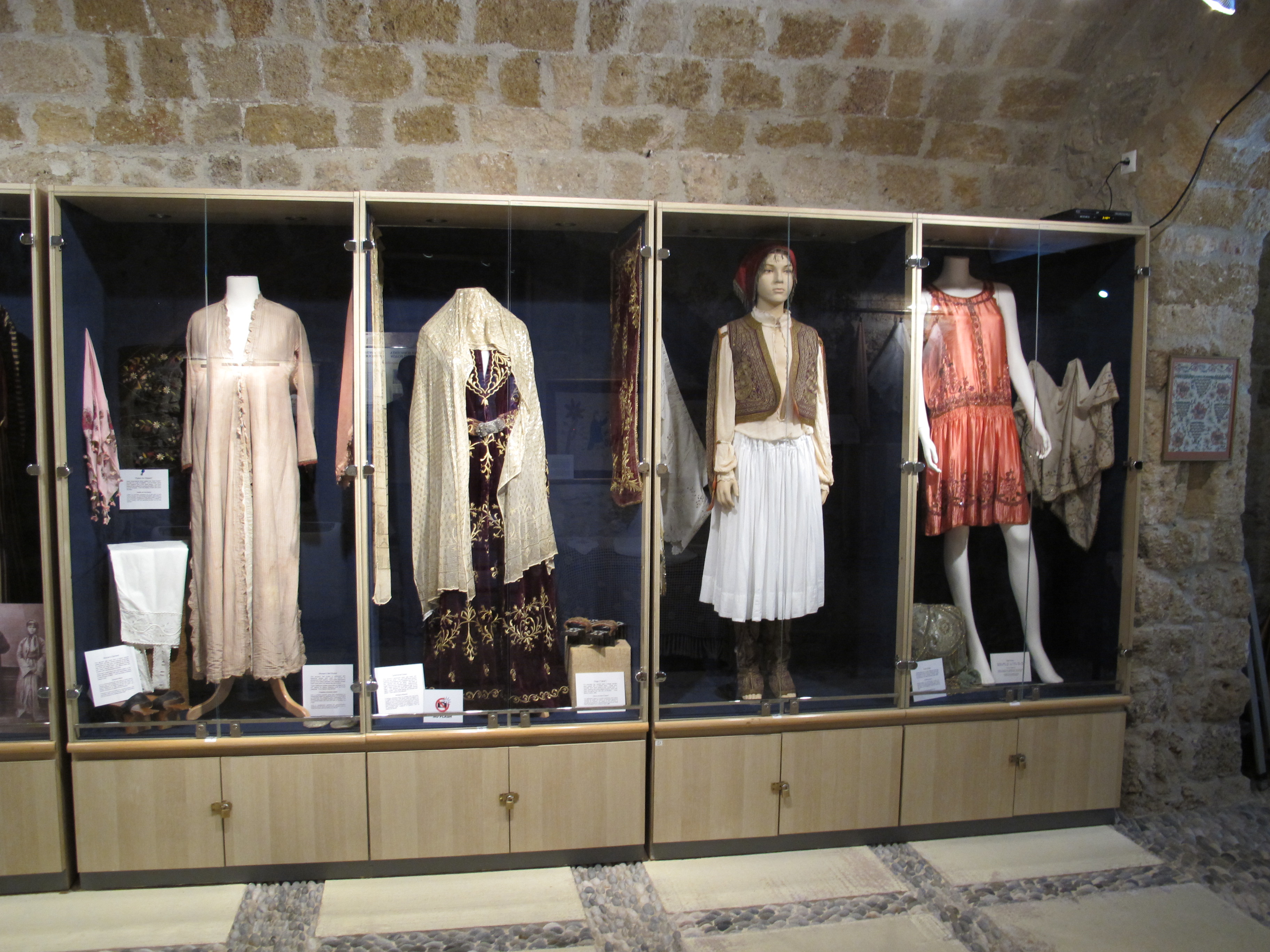
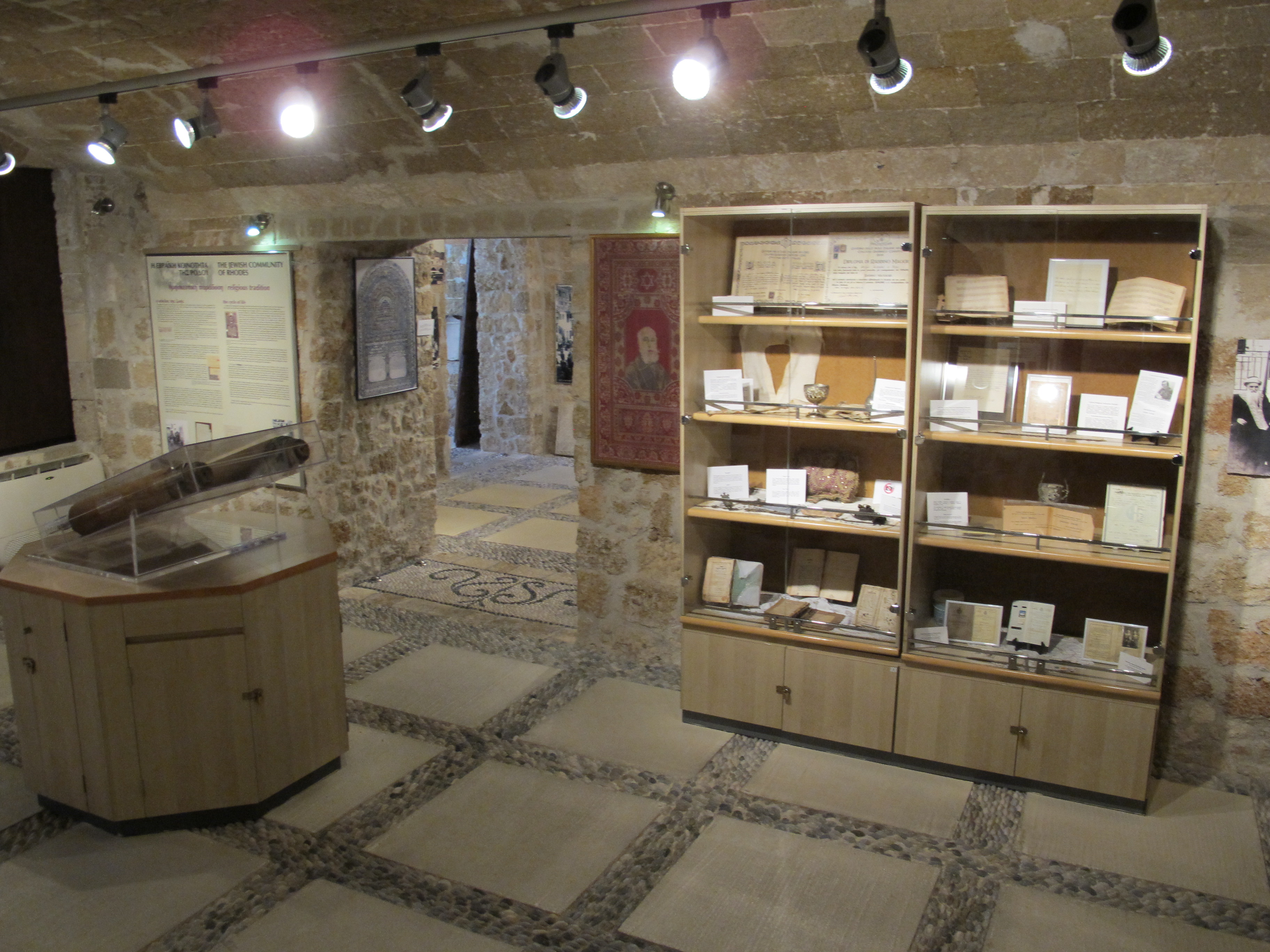
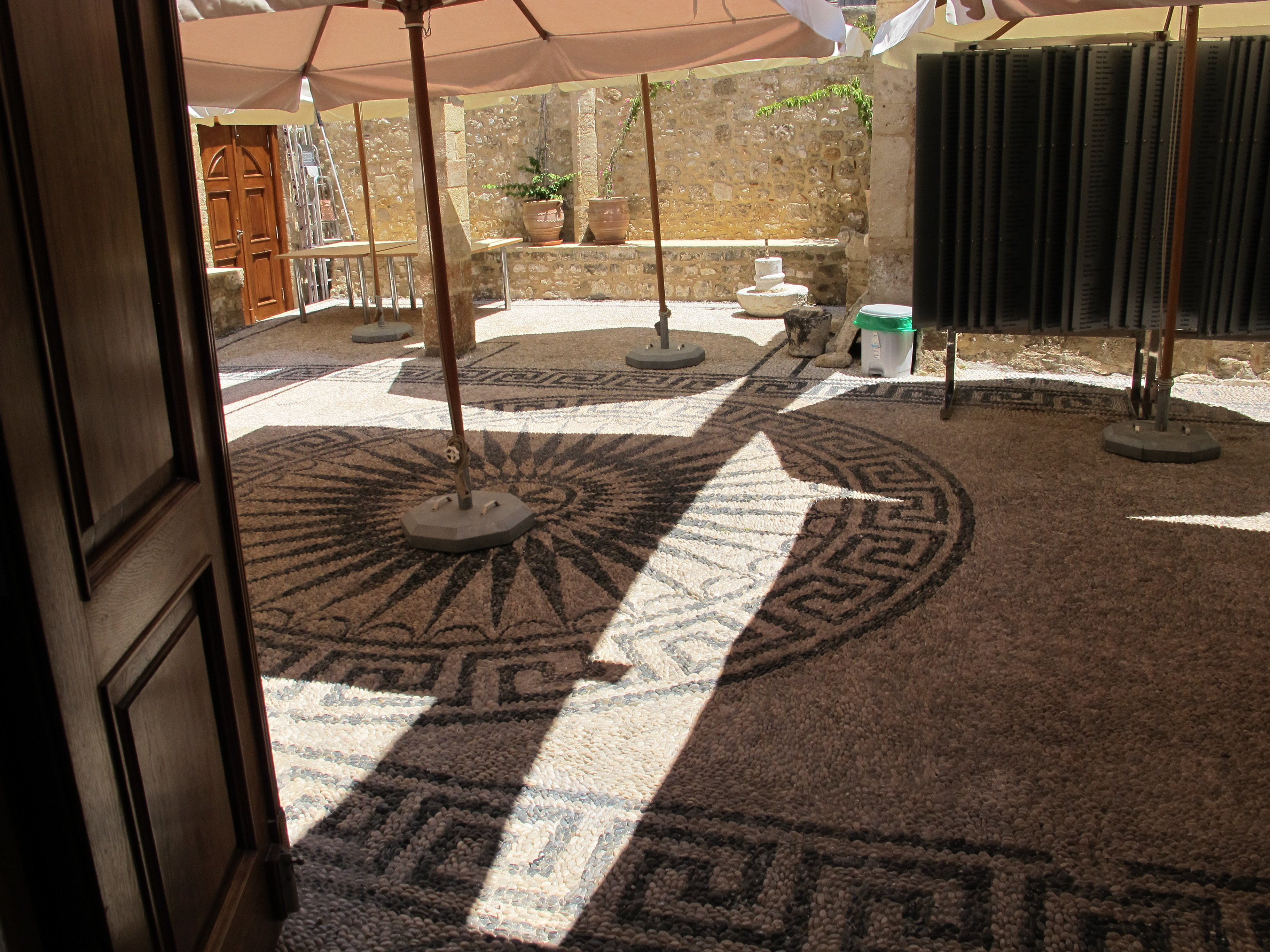
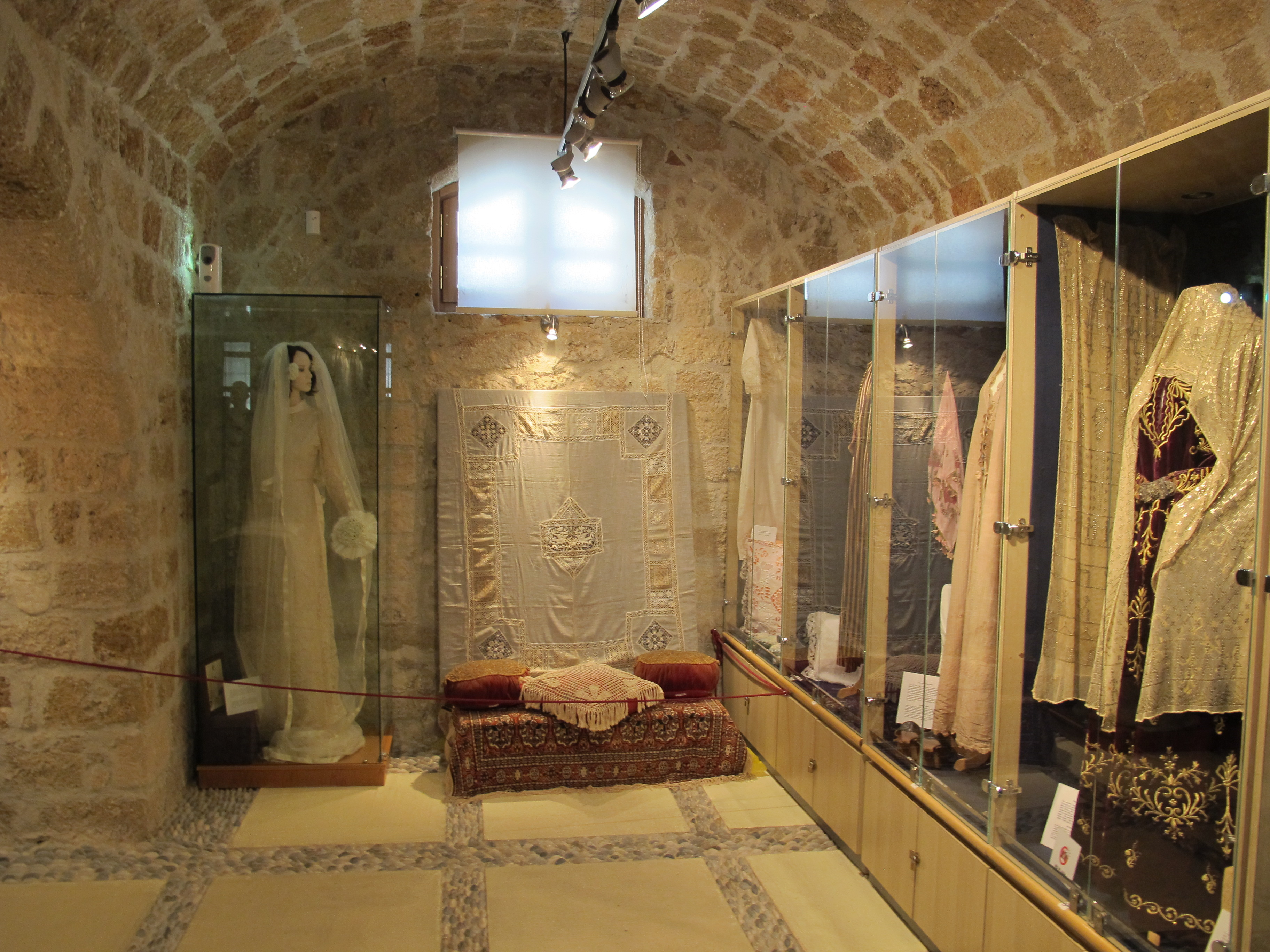
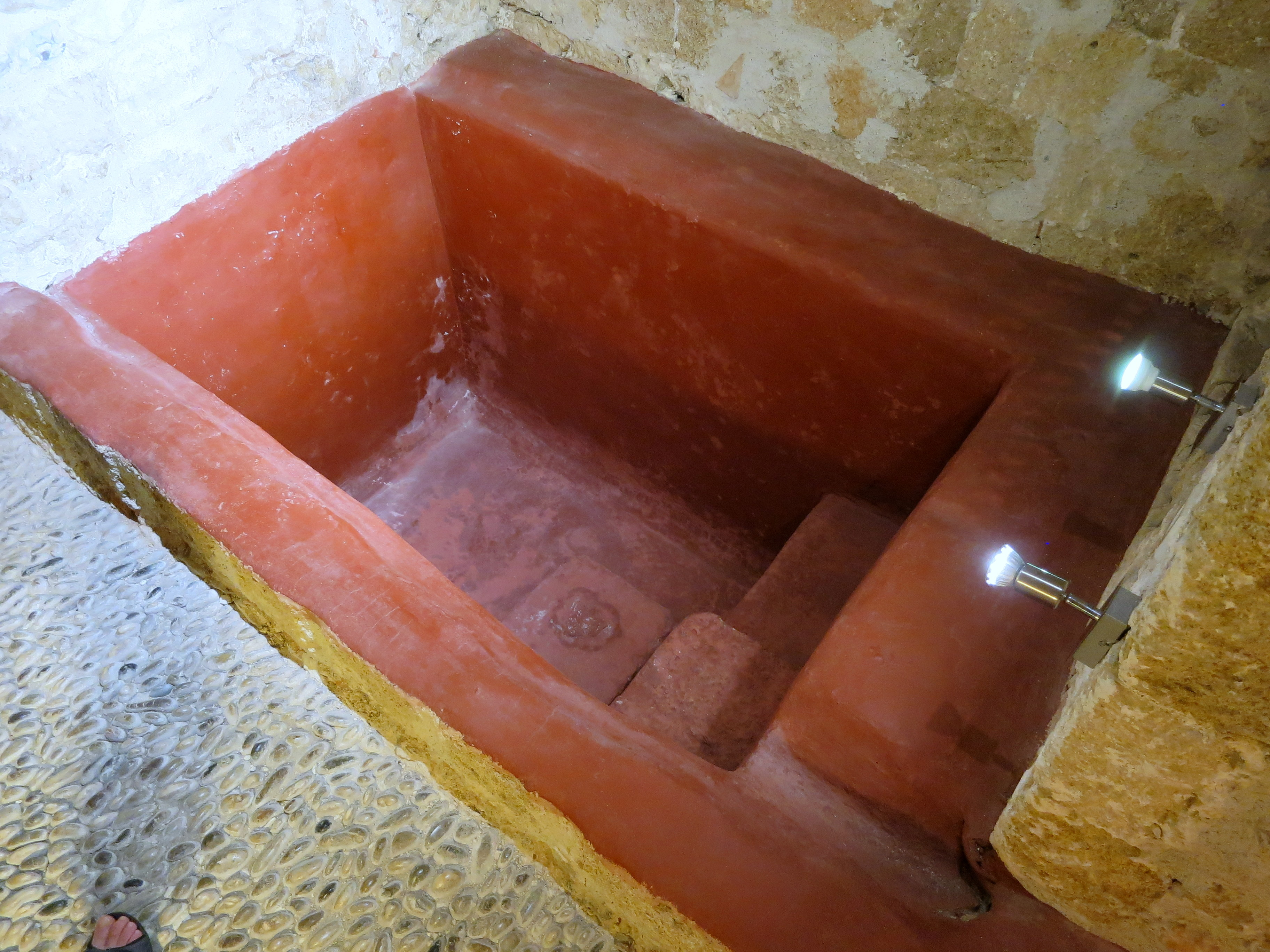